# Corporation for Public Broadcasting
Corporation for Public Broadcasting (zkráceně CPB, česky Korporace pro veřejné vysílání) je veřejně financovaná nezisková společnost ve Spojených státech amerických, která byla založena v roce 1967 za účelem propagace a podpory veřejnoprávního vysílání. Jejím úkolem je zajistit univerzální přístup k nekomerčnímu, vysoce kvalitnímu obsahu a telekomunikačním službám.

## Historie
Model veřejnoprávního vysílání podle britského vzoru přijaly Spojené státy americké v 60. letech. Starý model, který předpisoval veřejnou službu privátním vysílačům, byl dražší a zaměstnával příliš mnoho úředníků kontrolujících plnění této služby. CPB byla oficiálně založena 7. listopadu 1968´7, kdy prezident Lyndon Johnson podepsal příslušný zákon (Public Broadcasting Act). Nová organizace již od počátku spolupracovala se sítí National Educational Television, kterou později v pozici výrobce a distributora televizních programů nahradila Public Broadcasting Service.
26. února 1970 CPB založila National Public Radio, síť veřejnoprávních rozhlasových stanic. Dle údajů z roku 2023 se však na jejím financování podílí jen zhruba z jednoho procenta.

## Funkce
CPB řídí devítičlenné představenstvo, jehož členové jsou jmenováni prezidentem se schválení Senátem na šestileté funkční období. Představenstvo volí ze svých členů předsedu, jehož funkční období je jeden rok. Podle zákona nemůže prezident do představenstva jmenovat více než pět členů ze stejné politické strany.
CPB je financována převážně z federálního rozpočtu a tyto prostředky distribuuje mezi více než 1 400 místně vlastněných veřejných rozhlasových a televizních stanic. V roce 2024 operovala CPB s rozpočtem ve výši 535 milionů dolarů.